# ایر لیسور
ایر لیسور (به انگلیسی: Air Leisure) یک شرکت هواپیمایی با کد یاتا AL است. این شرکت هواپیمایی به ۸مقصد، پرواز مستقیم انجام می‌دهد.